# Mesoglossum londesboroughianum
Rhynchostele londesboroughiana là một loài thực vật có hoa trong họ Lan. Loài này được (Rchb.f.) Halb. mô tả khoa học đầu tiên năm 1982.